# Tauala athertonensis
Tauala athertonensis là một loài nhện trong họ Salticidae.
Loài này thuộc chi Tauala. Tauala athertonensis được Gardzinska miêu tả năm 1996.